# Монако в Первой мировой войне
Монако придерживалось нейтралитета в Первой мировой войне. Крупномасштабный конфликт вызвал в Монако разочарование Германией и симпатии к странам Антанты, смену настроений в княжестве от германофилии к германофобии.

## Предыстория

### Проблема отношения Монако к Германии
Отношение принца Альбера I к Германии было сложным и неоднозначным. Получив в 1869 году разрешение служить во французском флоте, он поступил в распоряжение императора во время войны 1870 года. Он оставил службу 12 сентября, о чём сожалел во время осады столицы: «я отдал бы десять лет своей жизни, чтобы не покидать флот и не оказаться в форте в Париже; это сожаление будет сопровождать меня до конца моей жизни. С каким бы счастьем я участвовал в полном уничтожении всех этих орд дикарей».
В конце зимы 1871 года он хотел знать, собираются ли «эти дикари пруссаки» покинуть Эну, где принцы Монако владеют поместьем с 1854 года, «или ещё какое-то время придётся терпеть их присутствие и наглость». Осенью он писал: «рад узнать, что Марше избавился, более или менее, от липкой корки, которая лишила его очарования; дружеские сапоги Пандоры, слава Богу, займут место ходячих громоотводов мсье де Бисмарка».
В 1911 году он планировал опубликовать в крупном французском журнале эссе о поощрении прогресса в естественных науках кайзером, которого он считал – «среди государей, царствовавших в Европе» – тем, кто «лучше понимал необходимость развития науки» и «более усердно работал в интересах науки». 

### Танжерский кризис
Враждебно настроенный в принципе к колонизации, Альбер I неохотно поддерживал французские желания в отношении Марокко. Марокканский вопрос сам по себе его не интересовал, и его в первую очередь волновали общие рамки франко-германских отношений, а не региональная перспектива. Альбер I сыграл реальную дипломатическую роль в урегулировании первого марокканского кризиса.

### Июльский кризис

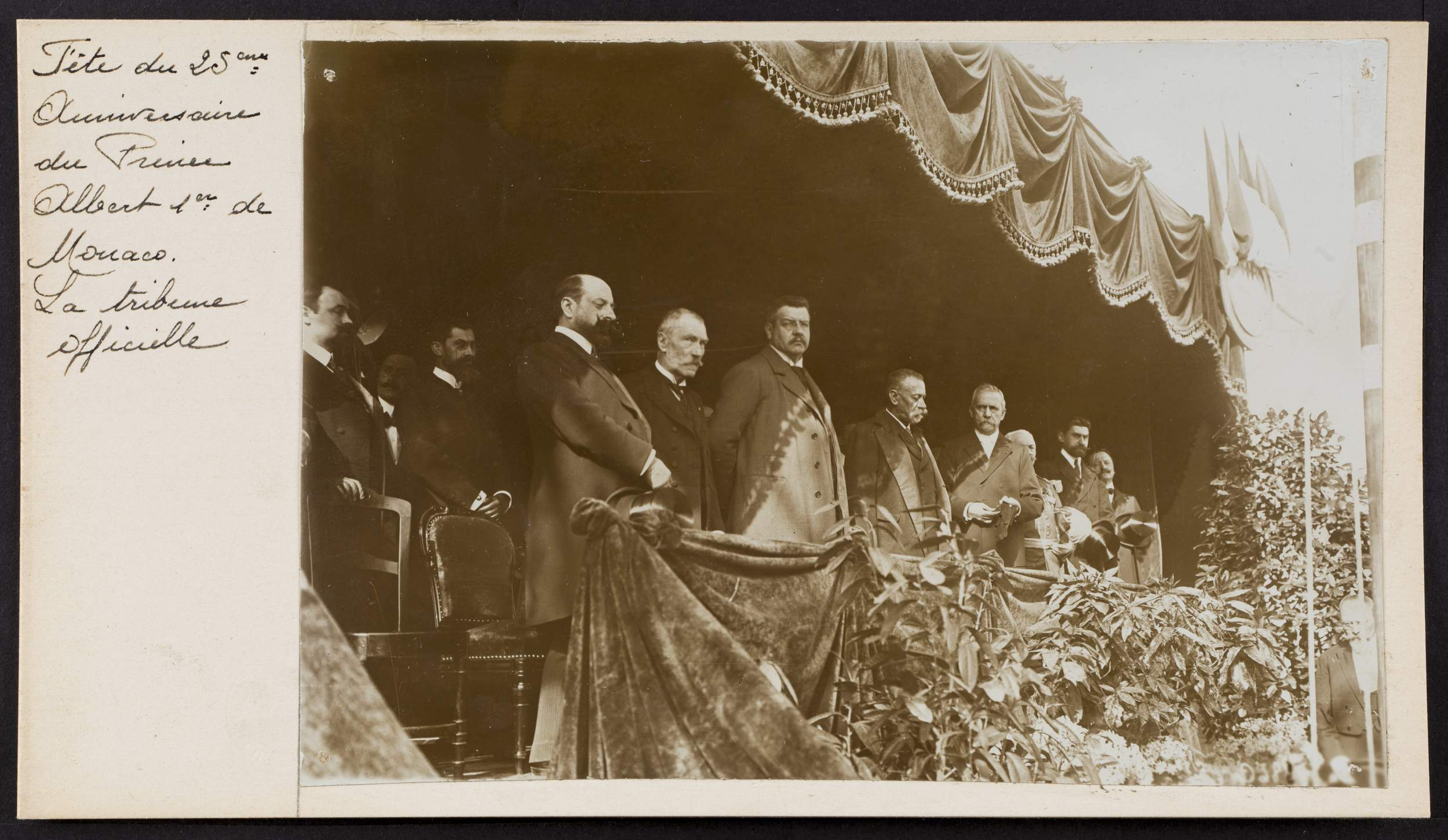
Празднование 25-й годовщины правления принца Монако, 1914 год.

8 июня 1914 года Альберт I сообщил французскому президенту Пуанкаре, что он: «намерен в ближайшее время присутствовать на кильских регатах, на которые его приглашает император Германии и намерен взять с собой М. Жюля Роше, бывшего министра, […] который сможет воспользоваться возможностью этой встречи, чтобы просветить Вильгельма II о мирном духе Франции».
Принц Альбер I прибыл в Киль 25 июня, где убийство эрцгерцога Франца Фердинанда 28 июня застало его врасплох. Он уехал 1 июля и вернулся в Париж 3 июля. 13-го числа он передал Раймону Пуанкаре документ под названием «Шестнадцать лет размышлений о моих визитах в Киль», который свидетельствовал о постоянстве идеализма и разочарованиях в отношении французской внешней политики. Он ещё надеялся на мирное разрешение конфликта.
Пуанкаре увидел «некоторую откровенность» в взглядах принца и подумал, что он «скоро изменит своё мнение и вскоре [он] поговорит о Вильгельме II другим тоном. С этого момента у него в Киле сложилось несколько мутное впечатление». В то же время Альбер I обратился к кайзеру и предложил: «совещание делегатов, представляющих каждую из вовлечённых держав, для постоянной встречи либо в Монако, либо в моём замке Марше, расположенном в точке, легко достижимой всеми заинтересованными странами», чтобы «приостановить ход событий, пока не совершились непоправимые катастрофы».
15 июля Альбер I покинул Париж для своего обычного летнего океанографического похода у Азорских островов. Именно там, на борту его яхты «Иронделль II», его застало немецкое объявление войны Франции. Он немедленно вернулся в княжество, куда прибыл 7 августа. Его советник и друг, банкир Жорж Кон, предупредил принца об опасности его предполагаемой германофилии и пренебрежении к общественному мнению.

## Первая мировая война

Монако на карте Европы в 1914 году

8 августа 1914 года по требованию военного губернатора Ниццы немцы и австро-венгры были изгнаны из княжества. 
Journal de Monaco от 18 августа сообщил, что князь передал в распоряжение французского правительства ряд активов: институт океанографии и институт палеонтологии человека в Париже, а также использование беспроводной телеграфной связи на борту своей яхты «Иронделль». Он передал 50 000 франков префекту Сены для нуждающихся семей военных, а также предоставил замок Марше и госпиталь в Монако в распоряжение французского Красного Креста.
Стремясь определить своё отношение и позицию по отношению к союзникам, 22 августа Альбер I обратился к королю Бельгии, чтобы заверить его в своей гордости тем, что в его матери Антуанетте де Мерод течёт «бельгийская кровь». В тот же день он написал письмо царю, а 24 августа напомнил королю Георгу V о «научных завоеваниях», часто достигнутых совместно с британскими учёными. 20 августа было составлено новое письмо для отправки кайзеру, но из-за нехватки средств оно не дошло до адресата. В нём князь Монако говорил об «обманутом» императоре, о Германии, «которая могла бы стать великой благодаря не только военным силам», но которая «вернула Европе период варварства». Ссылаясь на «приговор истории», который надолго «понизит престиж Германии», он предсказывает, что «величайший поток крови, когда-либо пролитой», поднимется к трону Вильгельма II как бы для того, «чтобы затопить [его] правление».
Формальный вопрос о нейтралитете несколько задержал приём французских раненых в княжестве, так как лечившиеся бойцы были бы вынуждены отказаться от дальнейшего участия в боевых действиях; первые из них прибыли 13 сентября:
21 сентября 1914 года Альбер I выразил протест против бомбардировки Реймсского собора немецкой армией: «Преступный акт, совершённый [...] диким врагом Франции, является провокацией для всего мира. Он характеризует армию, нацию, царство. Я потрясён им не меньше, чем французы».
Шантаж, предпринятый в отношении княжеского поместья в Марше, которое было оккупировано с самого начала конфликта, внесло решающий вклад в эволюцию князя в сторону воинствующей германофобии. 18 сентября 1914 года на дороге из Сиссона в Монтегю по которой проезжал генерал Карл фон Бюлов, были найдены разбитые бутылки. Было заявлено, что требовалась дань в размере 500 000 франков в виде штрафа; 125 000 франков были собраны в кантоне, но оставшуюся сумму требовали выплатить к 1 ноября, в противном случае целостности замка и коммуны будет нанесён ущерб. Затем делегаты кантона пришли просить помощи у принца Альбера I. 
22 октября принц обязался передать недостающие 375 000 франков по окончании войны, но потребовал иметь дело непосредственно с императором, которому он в тот же день заявил протест при посредничестве посла в Риме. Фон Флотов ответил 20 ноября, что император сам поехал убедиться, что «замок цел и что ему не будет нанесён ущерб», но отправка протеста во время бомбардировки Реймса вызвала у принца резкие упреки. Выплата выкупа не предотвратила разграбления мебели до прихода французских войск в октябре 1918 года и падения на замок шести снарядов с немецких линий.
В апреле 1915 года по просьбе французского правительства князь Монако использовал свою яхту для поиска пороха, который был выброшен в 1912 году у берегов Тулона и который можно было бы использовать повторно. Поиски не увенчались успехом. Тем не менее, нейтралитет Монако был поставлен под сомнение.
В 1915 году недовольство Альбер I не достигло слепой и систематической германофобии. Когда в 1915 году мемориальная доска в честь закладки первого камня в основание Океанографического музея Монако была изменена, чтобы скрыть значение, придаваемое в 1899 году немецкой делегации, князь остался сдержанным: «Надпись не выражает никаких хвалебных чувств, она отмечает исторический факт. Если убрать исторические надписи со всех стран, которые были смертельными врагами, это будет бессмысленно, так как эти воспоминания будут периодически стираться и восстанавливаться». 
Но в том же году он разделил сильные эмоции, вызванные немецкой казнью Эдит Кэвелл, британской медсестры, которая помогла солдатам союзников сбежать из оккупированной Бельгии. Принц согласился на предложение профессора Рене Келера назвать в её честь новый вид иглокожих, «с уверенностью, что учёные всех цивилизованных стран оценят этот знак симпатии к благородной женщине, ставшей жертвой трусливого и отвратительного поступка». 
Принц посетил военные госпитали, созданные в гостиницах княжества или в соседней коммуне Босолей 14 и 15 сентября 1914 года, а затем 24 апреля 1918 года, где осмотрел и сфотографировал раны и пришёл к выводу, что немцы использовали экспансивные пули. Он стремился посетить поля сражений и в июле 1916 года. Поочерёдно побывал на итальянском фронте, а в следующем месяце — на британском и французском. Он также дважды ездил в Бельгию к королю Альберту и королеве Елизавете, в марте 1915 года и в июне 1917 года, где посещал госпитали и пункты оказания помощи. 
Но внимание принца Альбера I было также сосредоточено на подготовке к миру. Ещё в 1916 году, чтобы противостоять привлекательности немецких курортов, он задумал организовать в Монако по окончании военных действий конгресс «для расширения термальных, климатических и морских курортов союзных или дружественных государств». Тронутый потоплением «Лузитании» 7 мая 1915 года, он, начиная со второго года войны, выражал уверенность в том, что Соединённые Штаты станут маяком гуманизма для восстановления и урегулирования конфликта. На праздновании Дня благодарения в Париже 24 ноября он приветствовал США: «Американский народ, чья мудрость рождена уважением к свободе, любовью к труду и культом мира. […] Ваша страна должна сохранить на плаву моральное наследие человечества, пока старая Европа, ваша первая колыбель, не омолодит в перевоспитании своего менталитета восхитительные силы, которым она позволила вторгнуться в себя варварской политике». 
Он рассматривал американского президента Вильсона как «главу правительства, форма которого является восхитительной моделью и которую должны копировать все страны, желающие видеть царствование свободы, справедливости и разума». Дважды он посылал американскому президенту телеграмму с выражением солидарности и признания. 24 апреля 1916 года, после нового возмущения, вызванного в Соединённых Штатах торпедированием парома «Сассекс» месяцем ранее, Альбер I одобрил — «как государь, как мореплаватель, как учёный» — протест Вильсона, сформулированный «с большим чувством человеческого достоинства, против преступлений, нанесённых германским оружием правам нейтралов, чести моряков, общественной совести». 6 апреля 1917 года он приветствовал американского президента за его «большое чувство человеческого достоинства». Он также высоко оценил роль президента Вильсона во вступлении Соединённых Штатов в конфликт: «в мировой борьбе за достоинство народов ваша высокая совесть привела американскую волю к свету. Примите мой восхищённый привет великой Республике, в которой воплощён идеал цивилизации». Монако также принимало американских солдат.
13 октября 1917 года австро-венгерская и германская собственность в Монако была конфискована по княжескому указу.
Сын Альбера Луи воевал во французской армии, как и многие другие монегаски. 17 ноября 1917 года принц Альбер, под давлением французской прессы и будучи уверенным в победе союзников, восстановил действие конституции. Документ пересмотрен с разделением административной и судебной власти, 3 коммуны объединены в единый муниципалитет, а членство в национальном и муниципальном советах ограничено монегасками.
Франция опасалась, что престол могут получить немцы, в частности, шансы были у ближайшего родственника князя, герцога Вильгельма фон Урах, Поэтому Франция заставила Альбера I 17 июля 1918 заключить с ней договор, в котором она гарантировала независимость Монако в обмен на согласование внешней политики с ней. Престол мог занимать только француз или монегаск. Таким образом удалось избежать риска превращения Монако в немецкий анклав на Средиземном море. Чтобы оправдать этот договор, княжеское правительство, отвергавшее термин «протекторат», с удовлетворением отметило, что «итальянская ипотека», тяготившая Монако с XIX века, была отменена. Хотя договор был благоприятен для Франции, он, тем не менее, содержал форму компенсации, которая имела первостепенное значение в глазах Альберта I: статья 5 предусматривала, что Франция будет способствовать доступу Монако к международным институтам. 

## Последствия

### Парижская мирная конференция

#### Версальский договор
На Парижской мирной конференции Стефан Пишон, член французской делегации, заявил о существования договора между Монако и Францией, предоставив копии документа различным делегациям. В свою очередь, глава американской делегации, Роберт Лансинг сказал, что нет причин не признавать данный договор. Единогласно было решено о необходимости включения данной статьи в Версальский договор. Как следствие, договор был закреплён статьей 436 Версальского договора от 28 июня 1919 года, что придало ему международный охват.
Высокие Договаривающиеся Стороны признают, что им сделался известным и что ими принят к сведению Договор, подписанный Правительством Французской Республики 7 июля 1917 года, с Его Светлостью Князем Монакским и определяющий взаимоотношения между Францией и 
Княжеством.Версальский договор, статья 436

#### Лига Наций и Средиземноморская Научная Комиссия
После конфликта в Монако внимательно следили за процессом создания Лиги Наций. Как невоюющее государство, княжество оказалось втянутым в послевоенные правила. Чтобы узаконить кандидатуру Монако, в январе 1919 года на мирной конференции был представлен меморандум, озаглавленный «Княжество Монако и мировая война». Это заявление было основано на культуре мира «княжества, которое так долго жило исключительно силой своего закона и где дух цивилизации давно вытеснил память о прошлых войнах», напоминая при этом, что Монако, не будучи воюющей стороной, предоставило обязательства Антанта. Но пакт будущей Лиги Наций обсуждался с 3 февраля по 11 апреля 1919 года без присутствия представителей Монако, и вплоть до смерти Альбера I в июне 1922 года заявки маленького государства на членство в ней были безуспешными.
Принц использовал свою международную океанографическую деятельность, чтобы вступить в Лигу Наций. Он активно участвовал в Мадридской конференции с 17 по 21 ноября 1919 года, по итогам которой была окончательно основана Средиземноморская Научная Комиссия:
«Это важное дело для всех народов Средиземноморья, поскольку оно охватывает как интересы науки, так и интересы всех отраслей промышленности, основанных на богатствах моря. Но нет места политическим интересам, кроме тех, которые спонтанно возникают в престиже, приобретённом нациями, связанными с развитием интеллектуального прогресса»
Не используя эту деятельность непосредственно в политических целях, принц ожидал её признания и, исходя из своего признанного места среди европейской научной элиты, спрашивал себя:
«Будет ли политическая элита союзного мира, основавшая Лигу Наций для защиты морального смысла цивилизации, по-прежнему враждовать с элитой союзного научного мира?»
В отсутствие положительного ответа создание средиземноморской комиссии стало единственным реальным международным успехом ограниченного масштаба, зафиксированным князем Монако после Первой мировой войны. После смерти Альбера I роль княжества в этой комиссии стала более незначительной, и только во время правления его внука Ренье III был дан новый импульс.

### Общий итог
Хотя боевые действия Первой мировой войны пощадили княжество, конфликт сильно подорвал пацифистские ожидания князя. В конце конфликта, хотя он был единственным главой европейского государства, активно участвовавшим в пацифистском движении в период прекрасной эпохи, его постигло разочарование — ему было отказано во вступлении в Лигу Наций. Чтобы избежать этого, ему понадобилась бы поддержка Франции, но последняя предпочла не давать такой залог суверенитета Монако, государству, которое географически было слишком близко к Италии, которой Париж продолжал не доверять. Принцу пришлось довольствоваться относительным успехом в области научного сотрудничества, благодаря созданию Средиземноморской комиссии. Международный институт мира был распущен в 1924 году. Княжество Монако вступило в Организацию Объединенных Наций только 28 мая 1993 года.